# Torneo ATP de Estambul 2016
El TEB BNP Paribas Istanbul Open 2016 fue un torneo de tenis jugado en tierra batida al aire libre que se celebró en Estambul, Turquía, del 25 de abril al 1 de mayo de 2016. Fue la 2ª edición del TEB BNP Paribas Istanbul Open, y fue parte del ATP World Tour 250 series del 2016.

## Cabeza de serie

### Individual
| Tenista             | Ranking | Preclasificada |
| Bernard Tomic       | 21      | 1              |
| Grigor Dimitrov     | 28      | 2              |
| Ivo Karlović        | 29      | 3              |
| Federico Delbonis   | 40      | 4              |
| Marcel Granollers   | 50      | 5              |
| Jiří Veselý         | 53      | 6              |
| Teimuraz Gabashvili | 54      | 7              |
| Albert Ramos        | 55      | 8              |

- Ranking del 18 de abril de 2016

### Dobles
| Tenista                         | Ranking | Preclasificado |
| Dominic Inglot Robert Lindstedt | 59      | 1              |
| Nicholas Monroe Mate Pavić      | 88      | 2              |
| Guillermo Durán Máximo González | 103     | 3              |
| Wesley Koolhof Matwé Middelkoop | 114     | 4              |

## Campeones

### Individual
Diego Schwartzman venció a  Grigor Dimitrov por 6-7(5), 7-6(4), 6-0

### Dobles
Flavio Cipolla /  Dudi Sela  vencieron a  Andrés Molteni /  Diego Schwartzman por 6-3, 5-7, [10-7]